# Taniec obowiązkowy

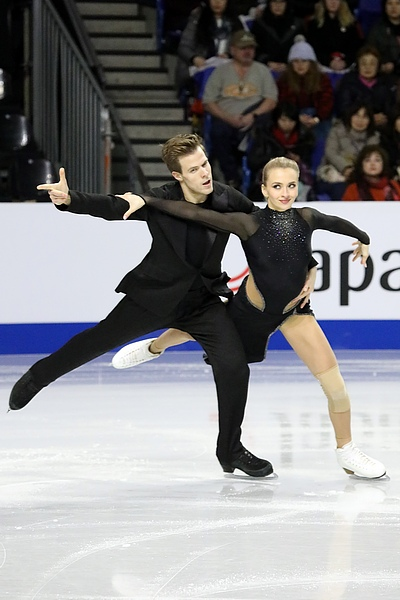
Wzór tańca Tango Romantica w tańcu rytmicznym – sezon 2018/2019 (Wiktorija Sinicyna / Nikita Kacałapow)

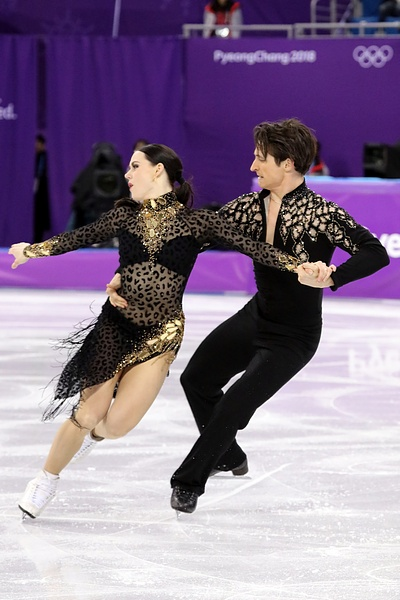
Wzór tańca Rhumba w tańcu krótkim – sezon 2017/2018 (Tessa Virtue / Scott Moir)

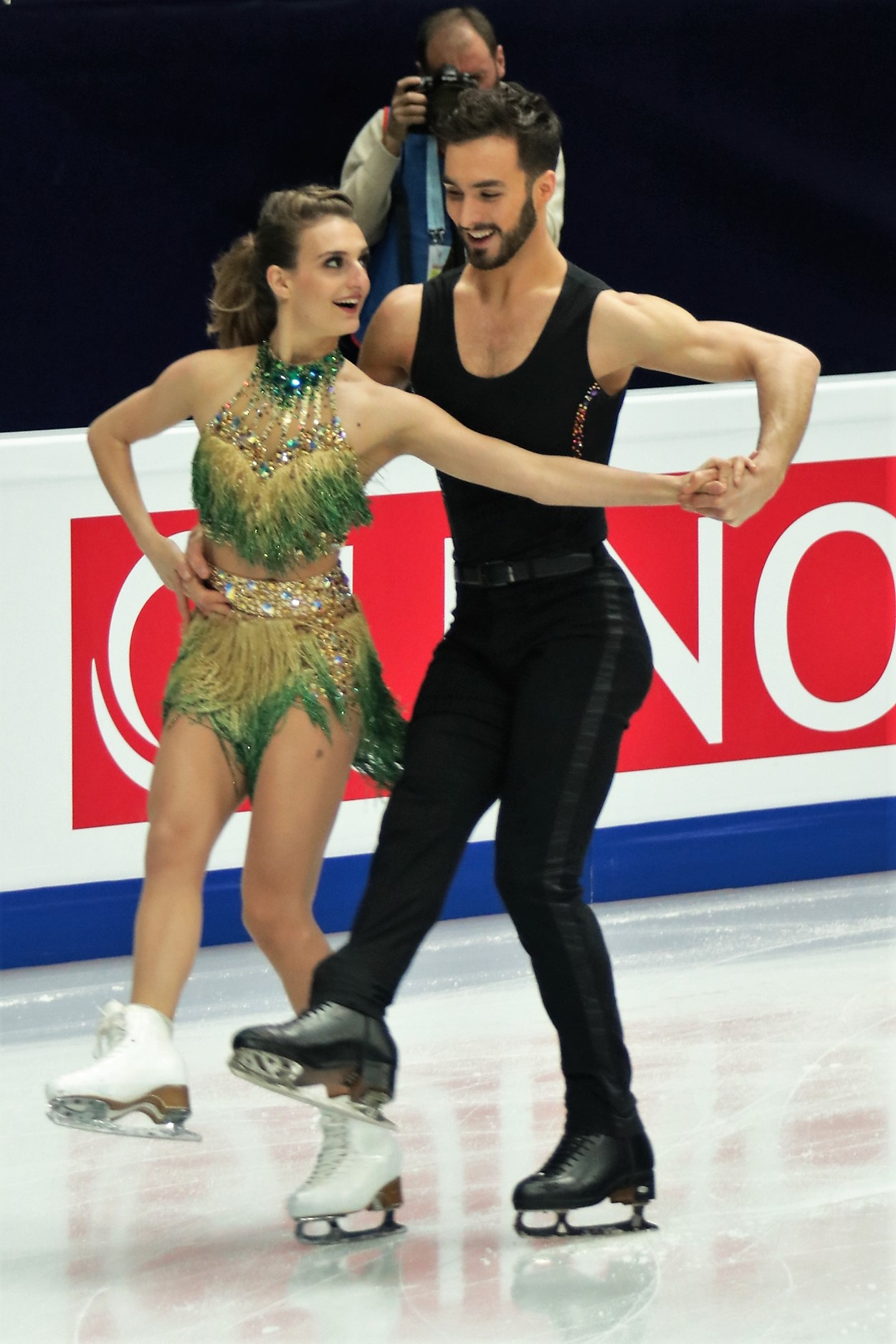
Wzór tańca Rhumba w tańcu krótkim – sezon 2017/2018 (Gabriella Papadakis / Guillaume Cizeron)

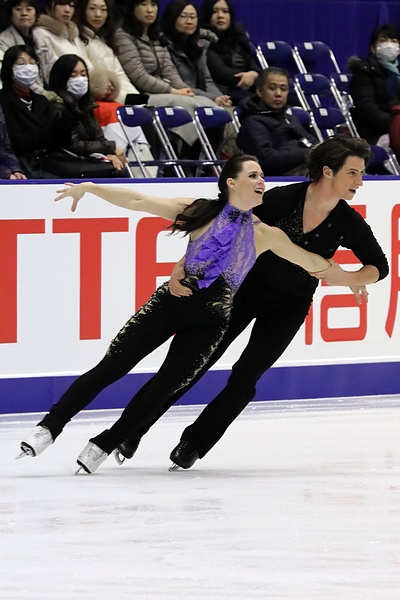
Wzór tańca Midnight Blues w tańcu krótkim – sezon 2016/2017 (Tessa Virtue / Scott Moir)

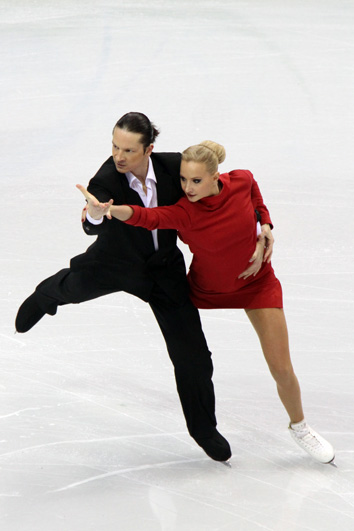
Tango Romantica – sezon 2009/2010 (Oksana Domnina / Maksim Szabalin)

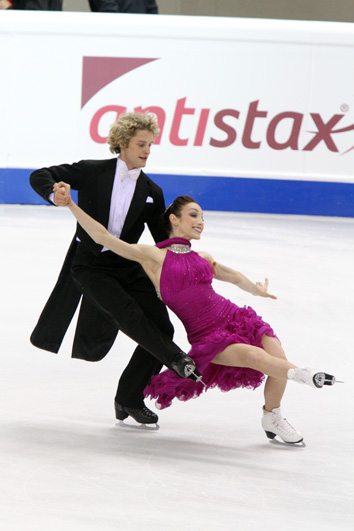
Golden Waltz – sezon 2009/2010 (Meryl Davis / Charlie White)

Taniec obowiązkowy (ang. Compulsory dance, CD), znany też jako pattern dance – pierwszy z trzech segmentów zawodów łyżwiarskich w konkurencji par tanecznych do sezonu 2009/2010. Wszystkie pary taneczne w danych zawodach wykonywały ten sam układ taneczny do wybranej przez siebie muzyki z ustalonego przez Międzynarodową Unię Łyżwiarską (ISU) gatunku i o specyficznym tempie. Po zmianie przepisów w 2010 roku wzory tańców obowiązkowych są określane jako tzw. pattern dance i są wykonywane pod tą nazwą przez najmłodsze kategorie wiekowe oraz podczas tańca rytmicznego.
Pary taneczne w tańcu obowiązkowym wykonywały tę sekwencję choreograficzną kroków łyżwiarskich w tym samym znormalizowanym tempie, okrążając lodowisko jednokrotnie bądź dwukrotnie. Dokładna sekwencja kroków oraz opis tańca był przedstawiany przez ISU przed rozpoczęciem danego sezonu. Zawodnicy byli „oceniani za opanowanie podstawowych elementów”, a sam taniec obowiązkowy „stanowił istotne porównanie umiejętności technicznych par tanecznych”.
Taniec obowiązkowy (CD) był wykonywany przez pary taneczne przed drugim tańcem oryginalnym (OD) i trzecim segmentem w kolejności, czyli tańcem dowolnym (FD) do końca sezonu 2009/2010. Zgodnie z decyzją kongresu ISU z czerwca 2010, taniec obowiązkowy wraz z tańcem oryginalnym zostały połączone w taniec krótki.
Historyczny rekord w tańcu obowiązkowym należy do rosyjskiej pary tanecznej Tatjana Nawka / Roman Kostomarow – 45,97 pkt i został przez nich ustanowiony na mistrzostwach świata 2005.

## Wzory tańców

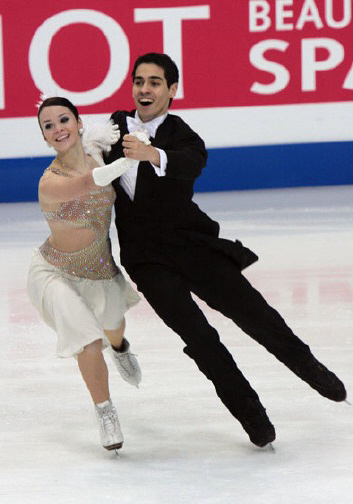
Finnstep – sezon 2008/2009 (Anna Cappellini / Luca Lanotte)

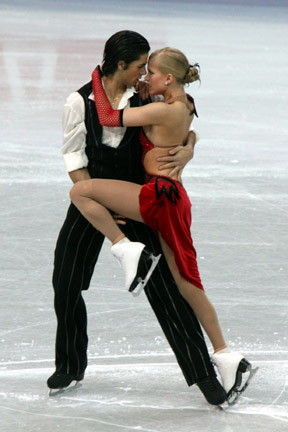
Argentine Tango – sezon 2007/2008 (Kaitlyn Weaver / Andrew Poje)

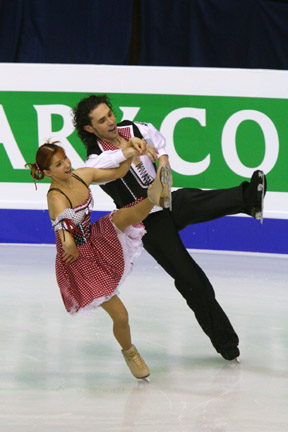
Yankee Polka – sezon 2007/2008 (Jana Chochłowa / Siergiej Nowicki)

Lista pattern dance ogłoszona przez ISU w komunikacie 2179 z 2 lipca 2018 (z zachowaniem oryginalnej numeracji):
| Lp. | Nazwa              | Pierwsze wykonanie     | Autorzy                                                                               | Źr.           |
| --- | ------------------ | ---------------------- | ------------------------------------------------------------------------------------- | ------------- |
| 1.  | Fourteenstep       | Wiedeń, 1889           | Franz Schöller                                                                        | [ 5 ] [ 6 ]   |
| 2.  | Foxtrot            | Londyn, 1933           | Eric van der Weyden, Eva Keats                                                        | [ 7 ] [ 8 ]   |
| 3.  | Rocker Foxtrot     | Londyn, 1934           | Eric van der Weyden, Eva Keats                                                        | [ 9 ] [ 10 ]  |
| 4.  | Tea-Time Foxtrot   | Boston, 2016           | Natalia Kaliszek / Maksym Spodyriew, Sylwia Nowak-Trębacka                            | [ 11 ]        |
| 5.  | Swing Dance        | Brak danych            | Hubert Sprott                                                                         | [ 12 ] [ 13 ] |
| 6.  | Dutch Waltz        | Colorado Springs, 1948 | George Muller                                                                         | [ 14 ]        |
| 7.  | Willow Waltz       | Chicago, 1953          | George Muller                                                                         | [ 15 ] [ 16 ] |
| 8.  | European Waltz     | przed 1900             | Eric van der Weyden, Eva Keats                                                        | [ 17 ]        |
| 9.  | American Waltz     | Brak danych            | Brak danych                                                                           | [ 18 ] [ 19 ] |
| 10. | Westminster Waltz  | Londyn, 1938           | Eric van der Weyden, Eva Keats                                                        | [ 20 ] [ 21 ] |
| 11. | Viennese Waltz     | Londyn, 1934           | Eric van der Weyden, Eva Keats                                                        | [ 22 ]        |
| 12. | Austrian Waltz     | Wiedeń, 1979           | Susi Handschmann / Peter Handschmann                                                  | [ 23 ]        |
| 13. | Starlight Waltz    | Londyn, 1963           | Courtney Jones, Peri V. Horne                                                         | [ 24 ]        |
| 14. | Ravensburger Waltz | Krefeld, 1973          | Angelika Buck / Erich Buck, Betty Callaway                                            | [ 25 ]        |
| 15. | Golden Waltz       | Moskwa, 1987           | Marina Klimowa / Siergiej Ponomarienko, Natalja Dubowa                                | [ 26 ]        |
| 16. | Kilian             | Wiedeń, 1909           | Karl Schreiter                                                                        | [ 27 ]        |
| 17. | Maple Leaf March   | Boston, 2016           | Piper Gilles / Paul Poirier, Carol Lane, Juris Razgulajevs                            |               |
| 18. | Yankee Polka       | Wilmington, 1969       | James Sladky, Judy Schwomeyer, Ronald Ludington                                       | [ 28 ]        |
| 19. | Quickstep          | Londyn, 1938           | Reginald B. Wilkie, Daphne B. Wallis                                                  | [ 29 ] [ 30 ] |
| 20. | Finnstep           | Dortmund, 1995         | Susanna Rahkamo / Petri Kokko, Martin Skotnicky (adaptacja: Kati Winkler, René Lohse) | [ 31 ]        |
| 21. | Paso Doble         | Londyn, 1938           | Reginald B. Wilkie, Daphne B. Wallis                                                  | [ 32 ]        |
| 22. | Rhumba             | Londyn, 1938           | Walter Gregory                                                                        | [ 33 ]        |
| 23. | Rhumba d’Amor      | Helsinki, 1994         | Jayne Torvill / Christopher Dean                                                      |               |
| 24. | Cha Cha Congelado  | Richmond Hill, 1989    | Bernard Ford, Kelly Johnson, Laurie Palmer, Steven Belanger                           | [ 34 ]        |
| 25. | Silver Samba       | Londyn, 1963           | Courtney Jones, Peri V. Horne                                                         | [ 35 ]        |
| 26. | Tango Fiesta       | Colorado Springs, 1948 | George Muller                                                                         | [ 36 ]        |
| 27. | Tango Canasta      | Toronto, 1951          | James B. Francis                                                                      | [ 37 ]        |
| 28. | Tango              | Londyn, 1932           | Paul Krechkow, Trudy Harris                                                           | [ 38 ]        |
| 29. | Argentine Tango    | Londyn, 1934           | Reginald J. Wilkie, Daphne B. Wallis                                                  | [ 39 ]        |
| 30. | Tango Romantica    | Moskwa, 1974           | Ludmiła Pachomowa / Aleksandr Gorszkow, Jelena Czajkowska                             | [ 40 ]        |
| 31. | Blues              | Londyn, 1934           | Robert Dench, Lesley Turner                                                           | [ 41 ]        |
| 32. | Midnight Blues     | Vancouver, 2001        | Roy Bradshaw, Sue Bradshaw, Mark Bradshaw, Julie MacDonald                            | [ 42 ]        |

## Tańce obowiązkowe w kolejnych sezonach
W tabelach zostały przedstawione tańce wymagane przez ISU w kolejnych sezonach. Zachowane zostały oryginalne nazwy anglojęzyczne. Pogrubione zostały tańce obowiązujące na Zimowych Igrzyskach Olimpijskich w danym sezonie. W kilku sezonach źródła nie wymieniają wszystkich tańców, co oznaczono w tabeli znakami zapytania (??).

### Kategoria seniorów
| Sezon   | Taniec                                                              |
| ------- | ------------------------------------------------------------------- |
| 2009–10 | Golden Waltz, Tango Romantica                                       |
| 2008–09 | Finnstep, Paso Doble, Viennese Waltz                                |
| 2007–08 | Austrian Waltz, Yankee Polka, Argentine Tango                       |
| 2006–07 | Westminster Waltz, Golden Waltz, Rhumba                             |
| 2005–06 | Yankee Polka, Ravensburger Waltz, Tango Romantica                   |
| 2004–05 | Midnight Blues, Rhumba, Golden Waltz                                |
| 2003–04 | Austrian Waltz, Ravensburger Waltz, Yankee Polka, Midnight Blues    |
| 2002–03 | Austrian Waltz, Quickstep, Tango Romantica, Midnight Blues          |
| 2001–02 | Ravensburger Waltz, Golden Waltz, Quickstep, Blues                  |
| 2000–01 | Westminster Waltz, Rhumba, Silver Samba, Tango Romantica            |
| 1999–00 | Viennese Waltz, Yankee Polka, Quickstep, Argentine Tango            |
| 1998–99 | Ravensburger Waltz, Paso Doble, Tango Romantica, Blues              |
| 1997–98 | Silver Samba, Quickstep, Argentine Tango, Golden Waltz              |
| 1996–97 | Rhumba, Golden Waltz, Yankee Polka, Argentine Tango                 |
| 1995–96 | Silver Samba, Paso Doble, Tango Romantica, Golden Waltz             |
| 1994–95 | Rhumba, Argentine Tango, Ravensburger Waltz, Yankee Polka           |
| 1993–94 | Starlight Waltz, Blues, Tango Romantica, ??                         |
| 1992–93 | Kilian, Yankee Polka, Argentine Tango, Westminster Waltz            |
| 1991–92 | Paso Doble, Blues, Tango Romantica, Viennese Waltz                  |
| 1990–91 | Ravensburger Waltz, Rhumba, ??, ??                                  |
| 1989–90 | Starlight waltz, Kilian, Paso Doble, Tango Romantica                |
| 1988–89 | Westminster Waltz, Yankee Polka, ??                                 |
| 1987–88 | Kilian, Paso Doble, Viennese Waltz                                  |
| 1986–97 | Westminster Waltz, Blues, Yankee Polka, Rhumba                      |
| 1985–86 | Paso Doble, Westminster Waltz, ??                                   |
| 1984–85 | Viennese Waltz, Yankee Polka, Blues                                 |
| 1983–84 | Rhumba, Westminster Waltz, Paso Doble                               |
| 1982–83 | Quickstep, Argentine Tango, Ravensburger Waltz                      |
| 1981–82 | Yankee Polka, Blues, Viennese Waltz                                 |
| 1980–81 | Westminster Waltz, Paso Doble, Rhumba                               |
| 1979–80 | Tango Romantica, Kilian, Starlight Waltz                            |
| 1978–79 | Viennese Waltz, Blues, Yankee Polka                                 |
| 1977–78 | Tango Romantica, ??, ??                                             |
| 1976–77 | Ravensburger Waltz, Quickstep, Argentine Tango                      |
| 1975–76 | Quickstep, Kilian, Viennese Waltz, Argentine Tango, Starlight Waltz |
| 1974–75 |                                                                     |
| 1973–74 |                                                                     |
| 1972–73 | Starlight Waltz, Rhumba, Argentine Tango                            |
| 1971–72 | Starlight Waltz, Rhumba, Argentine Tango                            |
| 1970–71 | Westminster Waltz, Rocker Foxtrot, Silver Samba                     |
| 1969–70 | Viennese Waltz, ??, ??                                              |
| 1968–69 | Foxtrot, Westminster Waltz, Kilian, Blues                           |

### Kategoria juniorów
| Sezon   | Taniec                                                      |
| ------- | ----------------------------------------------------------- |
| 2009–10 | Westminster Waltz, Argentine Tango                          |
| 2008–09 | Starlight Waltz, Paso Doble                                 |
| 2007–08 | Viennese Waltz, Cha Cha Congelado, Blues                    |
| 2006–07 | Starlight Waltz, Silver Samba, Midnight Blues               |
| 2005–06 | Paso Doble, Austrian Waltz, Westminster Waltz, Quickstep    |
| 2004–05 | Starlight Waltz, Cha Cha Congelado, Argentine Tango, Blues  |
| 2003–04 | Viennese Waltz, Quickstep, Paso Doble, Rhumba               |
| 2002–03 | Westminster Waltz, Silver Samba, Argentine Tango, Blues     |
| 2001–02 | Rocker Foxtrot, American Waltz, Viennese Waltz, Quickstep   |
| 2000–01 | Starlight Waltz, Rhumba, Cha Cha Congelado, Argentine Tango |
| 1999–00 | Westminster Waltz, Kilian, Tango, Blues                     |